# Апено
Апено (фр. Appenans) насеље је и општина у источној Француској у региону Франш-Конте, у департману Ду која припада префектури Монбелијар.
По подацима из 2011. године у општини је живело 427 становника, а густина насељености је износила 104,91 становника/km². Општина се простире на површини од 4,07 km². Налази се на средњој надморској висини од 290 метара (максималној 400 m, а минималној 284 m).

## Демографија
| 1962. | 1968. | 1975. | 1982. | 1990. | 1999. | 2011. |
| ----- | ----- | ----- | ----- | ----- | ----- | ----- |
| 252   | 259   | 286   | 316   | 357   | 412   | 427   |

График промене броја становника у току последњих година